# うさぎのーと
『うさぎのーと』は、師走冬子による日本の4コマ漫画作品。芳文社の雑誌『まんがタイムラブリー』（月刊）にて2006年12月号より2011年1・2月合併号まで、同社『まんがホーム』（月刊）にて2011年2月号より2012年10月号まで連載。

## 作品概要
新学期の朝、先生は教室で爆睡していた……。中学校を舞台に、個性豊かな生徒や先生たちの、はしゃいだり困惑したり悩んだり、誰にもどこへ行くか分からない学校生活が始まる。
中学校を舞台にする学園モノ。『女クラのおきて』や『いつも心に太陽新聞!!』とも関連する。

## 主な登場人物
多くの人物名には、動物名が含まれている。

### 教員
宇佐美 雪（うさみ ゆき）・うさぎ先生
2-Cの担任で、新任の生物教師。
あだ名は「うさぎ先生」。
子供の頃からの夢を叶えて学校の先生になった。
初日からクラス全員のプロフィールを覚えて来るなど、生徒のためには一生懸命で、生徒達からは呆れられつつも慕われている。
しかし、校長や職員室に挨拶することを完全に忘れていたり、始業式の前から教室で眠り込んだりと、色々と抜けている。朝の職員会議はほとんど欠席か遅刻。
実は大酒飲みで香取先生を酔い潰す。ペット（?）はゴライアスガエルのライアス（解剖しようとしたりしていたが）。
生物化石を取り寄せたり、カエルのエサを集めたりと生物室の管理も担当している。
花や綺麗な化石が好きだが、（ウサギなのに）ニンジンが嫌い。
犬飼 恭二（いぬかい きょうじ）
2-B担任の家庭科教師。
男性では珍しい家庭科教員。
2-Aの犬飼忠一の弟。うさぎ先生や生徒からは「犬飼（弟）先生」と呼ばれている。
マメで世話好きな性格で、校内のお母さん的存在。
良いお嫁さんになりそうと言われると喜ぶ。家庭科教師だけあって裁縫や料理は得意で、着ているエプロンもフリフリ。
目つきは悪く、口調も乱暴なので、派手なスーツを着ると完全に「その筋の人」にしか見えない。
兄とは6畳一間で同居しており、重度のブラコンであるが、本人にその自覚は全くない。兄に冷たくされるなどの理由で本気で泣くことがあるらしく、うさぎ先生との熱愛疑惑が出た際は本気で泣き叫んだ。基本的には優しくて親切な性格で、意外とモテる。料理本の監修をしたことがある。酒は飲めない。
名前は「狂犬」から着ている。
犬飼 忠一（いぬかい ただいち）
2-A担任の社会科教師。学年主任。
犬飼恭二の兄。うさぎ先生や生徒から「犬飼（兄）先生」と呼ばれる。弟とは逆の朗らかでのんびりした穏やかな性格で、雰囲気は肉まんに似ている。その性格から校内の人間関係の要（特に教員同士の）。
名前は「忠犬」からきている。
香取 小巻（かとり こまき）
2-D担任の体育教師。
生徒以上に元気いっぱいで、体力の化け物。数々の無敵伝説を持つ。
普段から片方20kgのリストバンドをつけている。お酒も強いがうさぎ先生には負ける。マラソン大会では一人で5周以上走る。
最近結婚したばかりで、夫も学校の先生。旧姓は桃栗。著者の『女クラのおきて』に続いての出演。
袋小路 圭（ふくろこうじ けい）
養護教諭。
性別不明。
頭に紙袋を被っている（目の穴は開いている）。これは保健室に来る生徒が、通常の人間関係の中では話しにくいことを相談できるように、個性を消しているのである（趣味という説もある）。
カウンセラーとして深い洞察を持ち、繊細な年頃の生徒達を常に気にかける。
生徒による人気先生アンケートではぶっちぎりの1位。
犬飼（弟）先生のブラコンには匙を投げている。
日辻先生（ひつじ）
校長先生。あまり仕事が出来ないらしいので、教頭の大迦先生に命じられてお茶を入れたりしている。マッサージは上手い。
大人しくて従順な性格だが男らしいところもあることもある。
大迦 ミオナ（おおか ミオナ）
教頭先生だが、日辻校長を代行して学校を切り盛りしている。さっぱりして豪快な性格。校長に気がある様子がある。
年齢を気にしたり日辻にバレンタイン・チョコを渡せなかったりと乙女気味。

### 2-Bの生徒
以下は中学生。五十音順。
大鎌 霧（おおかま きり）
小鳥遊空太の友人。真面目な秀才系。
片岡つむりの幼馴染で、彼に悪い虫が次々と寄って来ることにうんざりしている。そのせいで様々な嫌がらせを受けるが、全く動じない強いハートの持ち主。
貝原 楽子（かいばら らくこ）
空太の幼稚園からの幼馴染の女子生徒で、彼のことが大好き。本格的に告白するのは躊躇している。
勉強は苦手だが体育と料理は得意で、空太にお弁当を作ってきたりする。
空太が興味を持っていることに気づいて、うさぎ先生を警戒しているが、教師として認めてもいる。
黒髪・ツインテール・ニーソックス。主に小学生にモテる。
ケータイ小説で「恭夜シリーズ」を書いており、うさぎ先生や大鎌がファンである。ケータイ小説を書いていることは針羽しか知らない。
片岡 つむり（かたおか つむり）
学校で一番可愛い生徒だが性別は男で、女子用の制服を着ている。
家はパン屋を経営しており、店の看板娘。
女の子と勘違いした多数の男子を絶望させたり、道を踏み外させたりしている。お父さんも少し変わっている。
早久 万理（そうく まり）
落ち着いた雰囲気の、スポーツ万能な女子生徒。スタイルが良い。わりにモテる。
あだ名は「くまり」。
作中ではさりげなく説明役に回ったり、話を振ったりするような、影の実力者タイプ。
家は居酒屋を経営しており、店の手伝いをすることもある。
保健室の袋小路先生のことを気に入っていて、先生の中身が男でも女でもどっちでもいいらしい。
小鳥遊 空太（たかなし そらた）
学年トップの成績を誇る賢くてスポーツも得意な男子生徒。呼び名は「そーた」。
穏やかな性格と端正なルックスで女子から人気がある。
運動も勉強も苦も無くこなせるので一目置かれているが、本人は周囲にあまり関心がなく、好きになって打ち込めるものがないと感じている。
昔は仮病を使ってでも学校に行きたくなったが、うさぎ先生と出会ってからは、先生を好きになり、熱を出しても学校に行きたいと思わせている。
楽子とは幼馴染。
その器量は狙えばノーベル賞も取れそうなくらい。
高山 すずめ
不思議ちゃんな女生徒。動物が大好きで、うさぎ先生の飼っているカエルも気に入っている。従姉のこばと（下記）を真似て、髪型を低い位置での二つ結びにしている。
幼い頃の彼女は別作品『いつも心に太陽新聞』に登場している（同作主人公・こばとの従妹）。
各巻カバー下（＝単行本本体の表紙・裏表紙）の描き下ろしとして、すずめとこばとの会話を中心とした非4コマ漫画が掲載されており、その中で空太への恋心が示されている。
針羽 蜜子（はりう みつこ）
クラスの学級委員を務める女子生徒。風紀委員長。
新学期の前日からメガネを掛けはじめた。本名が蜜蜂を連想させるので、うさぎ先生につけられたあだ名は「ハニー」。
楽子によれば美人で頭が良くてスポーツ万能でお嬢様。実家はわりに有名な病院。
硬い口調の真面目な優等生だが、犬飼（兄）先生に片想いしており、バレンタイン・デーにはチョコを持って来たりもする（渡せず仕舞いに終わる）。

### その他
ライアス
うさぎ先生が解剖実習用に捕まえたゴライアスガエル。無口な性格。好物はミミズ。
体育祭ではうさぎ先生を引きずり回し、香取先生と徒競走で死闘を演じる。
一年女子（本名不明）
恭二のことを一途に想い続ける生徒。恭二とうさぎ先生の熱愛の噂が出た時は、うさぎ先生に敵対心を露にしている。
早乙女 優（さおとめ ゆう）
2-Aの生徒。つむりに一目惚れしてストーカー紛いの行動を起こす。男子の制服を着て見た目も男っぽいが、実は男装女子で、つむりが男であることも知っている。いつも一緒にいる霧のことを目の敵にしている。TPOに合わせて女子の制服を着ることもある。

## 書誌情報
- 師走冬子『うさぎのーと』 芳文社〈まんがタイムコミックス〉、全4巻
  1. 2008年8月7日発売、ISBN 978-4-8322-6665-0
  2. 2010年2月6日発売、ISBN 978-4-8322-6818-0
  3. 2011年5月7日発売、ISBN 978-4-8322-6963-7
メロンブックスでは第3巻を買うと、数量限定で特製クリアファイルが配布された。
  4. 2012年10月6日発売、ISBN 978-4-8322-5120-5